# Clarkson Frederick Stanfield
Pour les articles homonymes, voir Stanfield.
Clarkson Frederick Stanfield, né le 3 décembre 1793 à Sunderland et mort le 18 mai 1867, est un peintre de marine anglais.
Souvent et incorrectement nommé William Clarkson Stanfield, peut-être en raison d'une confusion avec son frère William James Stanfield (1803-27).

## Biographie
Fils d'un acteur et auteur irlandais, il commence son apprentissage de peintre à l'âge de douze ans, mais il doit prendre la mer de 1808 à 1816.
Il est à Londres en 1816 où il est décorateur de théâtre. En 1822 il travaille avec son ami David Roberts au Théâtre de Drury Lane. Il participe régulièrement à la Sketching Society.
En 1820 il expose ses premiers tableaux à la Royal Academy et est élu académicien en 1835. Il abandonne alors sa carrière de décorateur.
Il fait plusieurs voyages en Europe après 1823. Il est à Venise entre août et octobre 1830. Entre septembre et novembre 1836 il fait un voyage sur les bords de la Meuse, du Rhin et de la Moselle.
En 1833 il est dans le Suffolk pour faire des dessins en vue des illustrations pour une édition des poèmes de George Crabbe.

## Œuvre
En tant que peintre de marines, il est tout particulièrement connu pour ses scènes de tempêtes.
Il a réalisé des illustrations des livres de son ami Charles Dickens.
Beaucoup de ses œuvres sont gravées et il réalise parfois des dessins sur bois pour la gravure.
- Venise : scène de canal (1830), aquarelle, 34 × 24 cm, Wallace Collection, Londres[2]
- Pavie[3], aquarelle, 24 × 36 cm, collection privée[4]
- Orford, Angleterre (1833), huile sur carton, 25 × 30 cm, Wallace Collection, Londres[5]
- Venise: San Giorgio Maggiore (vers 1835), aquarelle, 19 × 26 cm, Wallace Collection, Londres[6]
- La Bataille de Trafalgar, 21 Octobre 1805 : Mort de Nelson (vers 1836), huile sur toile, 95 × 142 cm, National Maritime Museum, Greenwich
- Beilstein sur la Moselle (1836-1837), huile sur toile, 114 × 164 cm, Wallace Collection, Londres[7]
- La Capture de la frégate espagnole chebec El Gamo (vers 1845), huile sur toile, 132 × 184 cm, Victoria and Albert Museum[8]
- Le HMS 'Victory' remorqué à Gibraltar (après 1853), aquarelle, 56 × 78 cm, Victoria and Albert Museum[9]

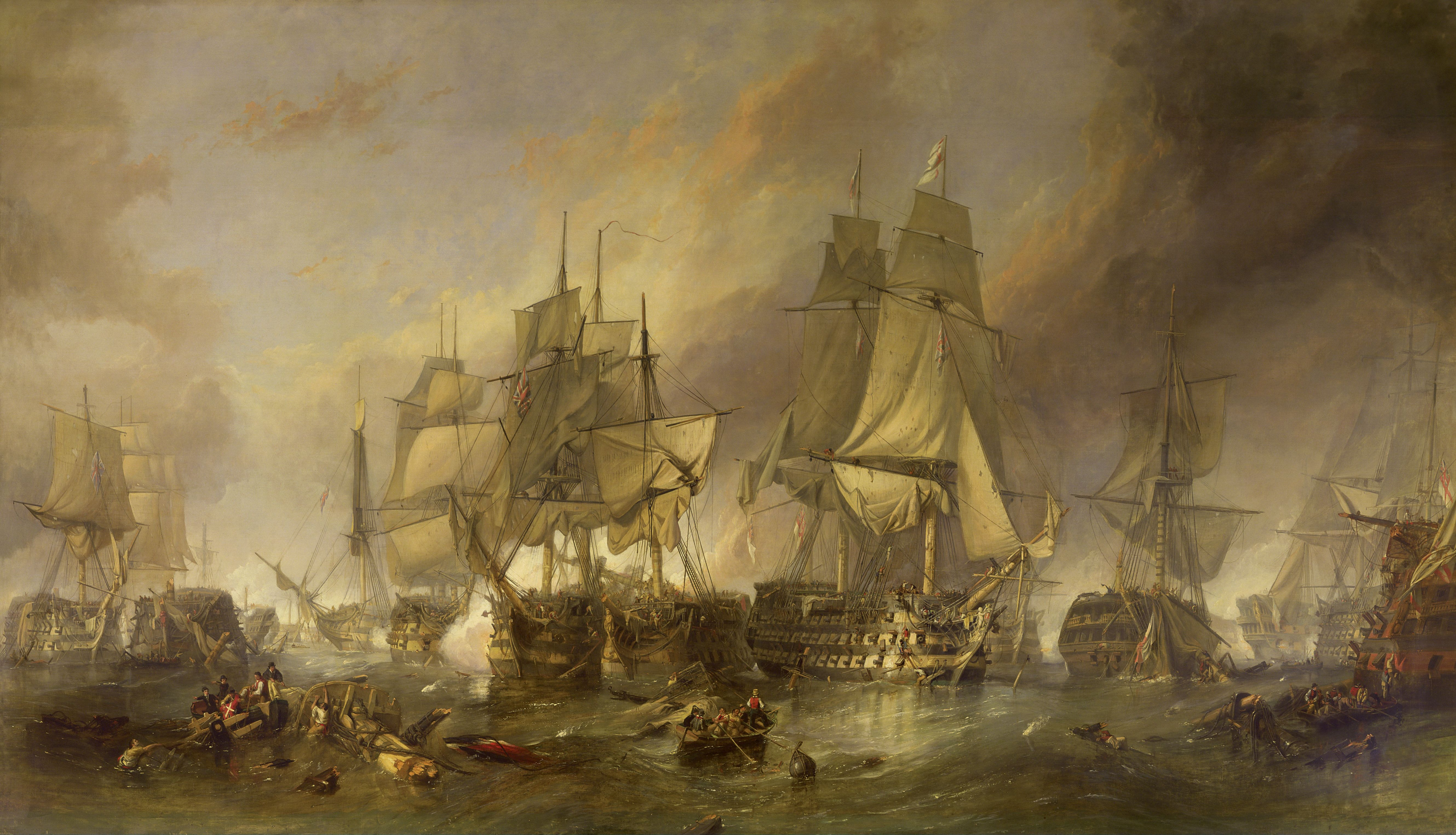
La Bataille de Trafalgar, vers 1836 National Maritime Museum
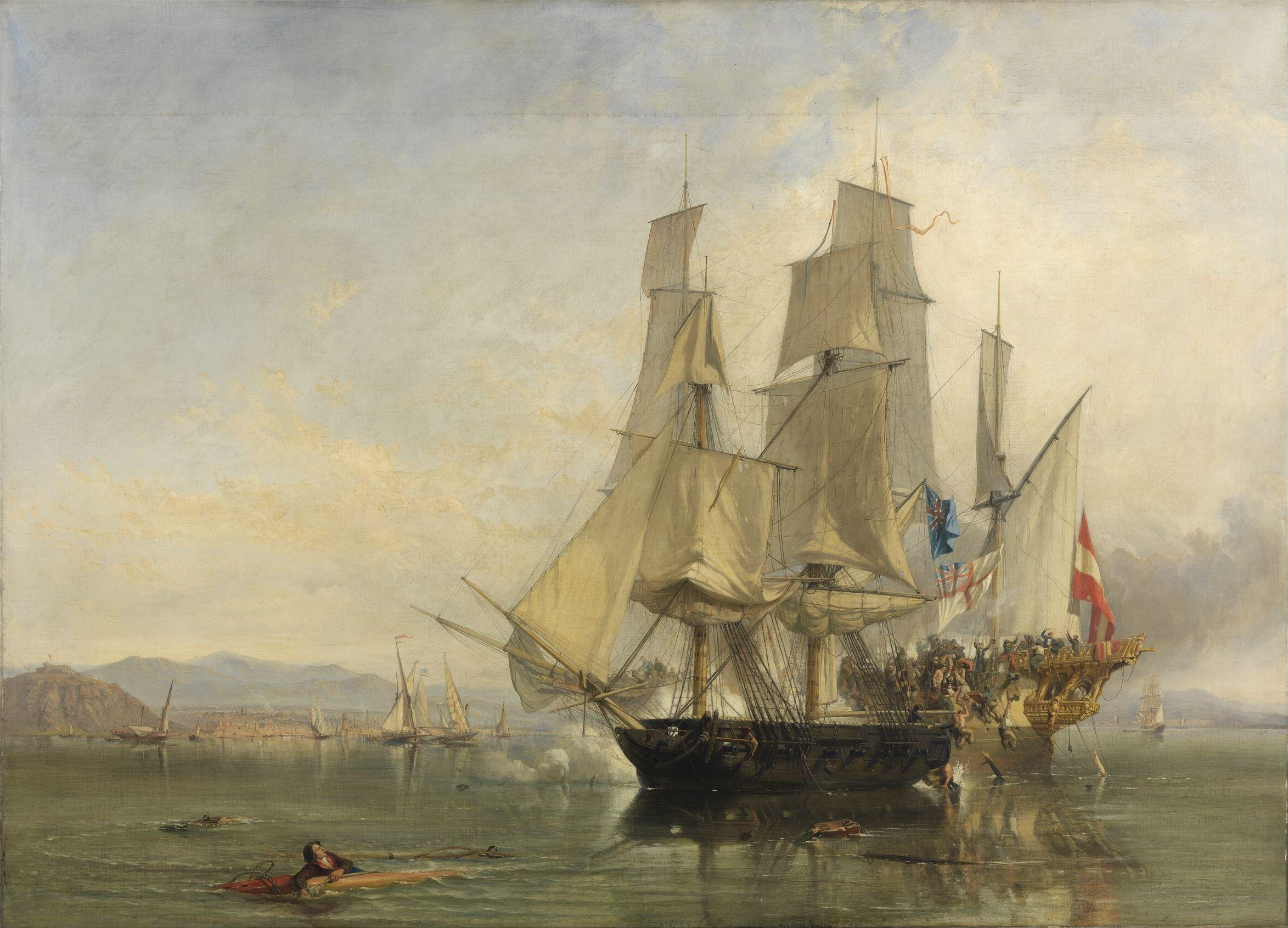
La Capture d'El Gamo, vers 1845 Victoria and Albert Museum
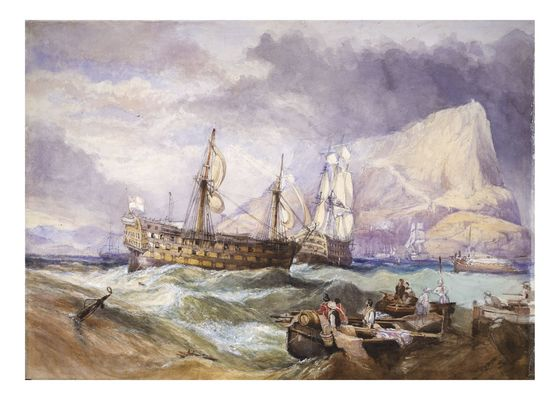
Le HMS 'Victory', après 1853 Victoria and Albert Museum

## Honneur
Chevalier de l'ordre de Léopold (Belgique, 5 octobre 1866).